# Сен-Назер-2 (кантон)
Сен-Назер-2 (фр. Saint-Nazaire-2) — кантон во Франции, находится в регионе Пеи-де-ла-Луар, департамент Атлантическая Луара. Входит в состав округа Сен-Назер.

## История
Кантон образован в результате реформы 2015 года. В его состав вошли упраздненный кантон Сен-Назер-Эст, четыре коммуны упраздненного кантона Монтуар-де-Бретань и одна коммуна кантона Поншато.

## Состав кантона с 22 марта 2015 года
В состав кантона входят коммуны (население по данным Национального института статистики за 2019 г.):
- Бене (3 183 чел.)
- Донж (8 152 чел.)
- Монтуар-де-Бретань (7 180 чел.)
- Сен-Мало-де-Герсак (3 193 чел.)
- Сен-Назер (21 613 чел., восточные кварталы)
- Триньяк (7 983 чел.)

## Политика
На президентских выборах 2022 г. жители кантона отдали в 1-м туре Эмманюэлю Макрону 25,6 % голосов против 24,6 % у Жана-Люка Меланшона и 24,5 % у Марин Ле Пен; во 2-м туре в кантоне победил Макрон, получивший 57,2 % голосов. (2017 год. 1 тур: Жан-Люк Меланшон – 27,8 %, Эмманюэль Макрон – 25,5 %, Марин Ле Пен – 19,0 %, Франсуа Фийон – 11,5 %; 2 тур: Макрон – 68,6 %. 2012 год. 1 тур: Франсуа Олланд — 36,5 %, Николя Саркози — 17,3 %, Жан-Люк Меланшон — 16,6 %; 2 тур: Олланд — 67,8 %).
С 2021 года кантон в Совете департамента Атлантическая Луара представляют член совета коммуны Сен-Мало-де-Герсак Лидия Меньен (Lydia Meignen) и вице-мэр города Сен-Назер Жан-Люк Сеше (Jean-Luc Séchet) (оба — Социалистическая партия).
|                | Кандидаты                       | Партия                   | Первый тур | Первый тур     | Второй тур | Второй тур |
| Кол-во голосов | Кандидаты                       | Партия                   | % голосов  | Кол-во голосов | % голосов  |            |
| -------------- | ------------------------------- | ------------------------ | ---------- | -------------- | ---------- | ---------- |
|                | Лидия Меньен Жан-Люк Сеше       | Социалистическая партия  | 2 443      | 28,17          | 6 305      | 72,98      |
|                | Готье Буше Николь Петрель       | Национальное объединение | 1 500      | 17,30          | 2 334      | 27,02      |
|                | Кристель Ардуэн Патрик Винс     | Непокорённая Франция     | 1 470      | 16,95          |            |            |
|                | Катя Лемуэн Дени Шеро           | Центристы                | 1 163      | 13,41          |            |            |
|                | Жюлио Пишон Андреа Поршер       | Республиканцы            | 836        | 9,64           |            |            |
|                | Антуан Баррето Дельфин Биторель | Коммунистическая партия  | 662        | 7,17           |            |            |
|                | Давид Пелон Изабель Руо         | Разные правые            | 442        | 5,10           |            |            |
|                | Валери Адле Лоран Валле         | Крайне правые            | 195        | 2,25           |            |            |

|                | Кандидаты                         | Партия                   | Первый тур | Первый тур     | Второй тур | Второй тур |
| Кол-во голосов | Кандидаты                         | Партия                   | % голосов  | Кол-во голосов | % голосов  |            |
| -------------- | --------------------------------- | ------------------------ | ---------- | -------------- | ---------- | ---------- |
|                | Филипп Гровале Лидия Меньен       | Социалистическая партия  | 5 127      | 35,95          | 9 328      | 68,32      |
|                | Жан-Клод Бланшар Лидия Пуарье     | Национальный фронт       | 3 458      | 24,25          | 4 326      | 31,68      |
|                | Пьер-Ив Венсан Магали Пье         | Правый блок              | 2 216      | 15,54          |            |            |
|                | Жиль Бриан Катрин Руже            | Левый фронт              | 1 437      | 10,08          |            |            |
|                | Анни Ланнон Стефан Пьель          | Европа Экология Зелёные  | 886        | 6,21           |            |            |
|                | Жан-Мишель Тексье Доминик Тригоде | Демократическое движение | 629        | 4,41           |            |            |
|                | Эдди Ле Беллер Анни Эрво          | Крайне левые             | 508        | 3,56           |            |            |